# 東非高地麝鼩
東非高地麝鼩（Crocidura allex）是一個小型哺乳動物，歸類於鼩鼱科麝鼩屬內，分布於肯亞與坦尚尼亞一帶，棲息在山地森木、草原與樹沼之中。